# Bembidion hesperium
Bembidion hesperium es una especie de escarabajo del género Bembidion, familia Carabidae. Fue descrita científicamente por Fall en 1910.
Habita en Canadá y los Estados Unidos.